# 刻在你心底的名字
《刻在你心底的名字》是2020年上映的台灣愛情劇情片。電影由柳廣輝執導，並由瞿友寧監製兼編劇。電影取材自導演本人在高中時期的愛情經歷，並加入了威權以及宗教元素。電影由陳昊森、曾敬驊、邵奕玫、戴立忍、王識賢跟法比歐主演。《刻在你心底的名字》的時代背景設定在1980年代剛解嚴的台灣，講述一對遊走在友誼和愛慕之間的高中同學的故事，由張哲生和祁家威擔任史料顧問。
電影的籌拍作業始於2016年，當時監製瞿友寧向柳廣輝提出合作的邀請。二人原本打算將柳的舊作改編拍攝，但最終決定由瞿兼任編劇並創作全新的原創劇本。電影的宣發製作成本高達新台幣7,000萬元，當中獲輔導金跟地方政府補助總共2,000萬元。電影主體拍攝於2019年4月下旬開始，並在台灣跟加拿大取景拍攝，最終在同年6月下旬殺青，全片拍攝期歷時約兩個月。
電影於2020年3月14日在大阪亞洲電影節進行全球首映，其後在同年9月30日在台灣公映，而Netflix則取得電影的分銷權，於同年12月23日在全球Netflix平台上架電影。《刻在你心底的名字》上映後獲得極大商業成功，成為台灣影史首部票房破新台幣1億元的同志題材電影。電影亦獲得許多獎項，影評人稱讚了其演員表現、攝影、執導和音樂。它在第57屆金馬獎獲得五項提名，最終贏得最佳攝影與最佳原創電影歌曲。電影亦在大阪亞洲電影節、青年電影手冊年度盛典與台灣電影行銷獎等頒獎禮上贏得獎項。

## 劇情
1987年，台灣即將解嚴。某天張家漢（阿漢）在學校樂隊的泳池訓練遇見剛轉校來的王柏德（Birdy），二人互相自我介紹後開始成為朋友。Birdy有著跟阿漢截然相反的個性，當二人發現學校的同性戀同學謝鎮宏（瘦瘦）被其他學生霸凌毆打時，Birdy選擇挺身而出保護瘦瘦並帶他離開。蔣經國逝世後，當二人在臺北遇見參與同志活動而被拘捕的祁家威時，Birdy再次上前跟拘捕祁家威的警察對罵。隨著相處的時間漸多，二人的關係開始逐漸升溫，而阿漢亦對Birdy產生超越同學間的情愫，並對自己的身分和感情產生衝突。
二人就讀的維特中學於新學期改為男女合校，並在樂隊課遇上女同學吳若非（班班）。個性與Birdy相近的班班很快便與對方熟稔，一切看在眼內的阿漢開始因此妒忌。當Birdy向班班告白而逐漸疏遠自己後，阿漢更加遷怒二人，甚至暗中向校方舉報二人違反校規。其後Birdy發生車禍，向阿漢求助後便被對方帶回宿舍浴室洗澡。期間阿漢強行為Birdy手交以試探他對自己的感覺，Birdy從反抗到屈服，最終在高潮後親吻阿漢，二人相擁而泣並確認愛意。然而離開浴室後，Birdy開始更加躲避阿漢。
班班跟Birdy因為違反校規而被處分，分別遭退學跟留校察看。阿漢在阻止Birdy到校的父親教訓兒子時跟Birdy發生衝突，二人被教官和歐神父架住分開。在阿漢與歐神父對談過程中，歐神父提到他年輕時也曾叛逆，但仍試圖保持在正途上。期間阿漢被告知Birdy正在自己家中，於是立刻離去回家。回家後阿漢因為跟班班的三角關係而與Birdy激烈爭執，在差點向父母出櫃之際被Birdy阻止而離家出走。Birdy緊跟在後並來到澎湖的海邊，二人在海灘激情親熱後便分別。其後阿漢致電正準備大學聯考的Birdy，並向他播放歌曲刻在我心底的名字，心碎的兩人隔著電話痛哭後便斷絕聯絡。
多年後，已屆中年的阿漢參加樂隊舉辦的同學會，並聯繫上Birdy的前妻班班相約見面。其後阿漢到加拿大去墓前悼念過世的歐神父，並遇見歐神父的舊情人Alex，得知歐神父也曾跟自己一樣曾因同志的身分而掙扎。其後阿漢在酒吧外重遇Birdy，兩人回憶起彼此的愛情，Birdy終於承認自己當年很愛阿漢，只是自己無法接受。當他們走到阿漢的住處時，阿漢邀Birdy上樓喝一杯，Birdy拒絕了，但接受阿漢的提議，與他一起散步走回自己下榻的旅館。此時年輕時的阿漢和Birdy也現身，唱起刻在我心底的名字。

## 演員表
- 陳昊森（中年時期：戴立忍）飾 張家漢
- 曾敬驊（中年時期：王識賢）飾 王柏德
- 邵奕玫（中年時期：魏如萱）飾 吳若非
- 法比歐 飾 歐神父
- 龍劭華 飾 王父
- 黃良 飾 張父
- 王彩樺 飾 張母
- 吳承洋 飾 張家明
- 黎安 飾 曉玲
- 陳文彬 飾 甲班老師
- 洪都拉斯 飾 維特中學教官
- 蘇達 飾 髒頭
- 林暉閔 飾 謝鎮宏
- 曲獻平（中年時期：馬念先）飾 張逸群
- 楊傑宇（中年時期：張皓明）飾 帥雞
- 邱治澔（中年時期：高山峰）飾 費一德
- 邱昊奇 飾 祁家威
- 林志儒 飾 公園老人
- 陳怡叡 飾 Angel
- 瞿友寧 飾 主任教官
- 讓·弗朗索瓦·布蘭查德 飾 Alex

## 風格與主題
《刻在你心底的名字》取材於導演柳廣輝在高中時期的愛情經歷，主角張家漢的設定有80%以柳本人為原型。此前柳一直在寫別人的故事，這次透過首次拍攝自己的故事將內心隱藏的情感宣洩出來。電影的時代背景設定在上世紀80年代的台灣，故事講述一對遊走在友誼和愛慕之間的高中同學，他們在青春的騷動跟性啟蒙的渴望牽引下冒險，其後因為學妹的出現而讓他們的曖昧關係產生變化。
電影設定在台灣解禁後的初期，社會仍然處於非常壓抑的狀態。柳認為要加入多場關於霸權跟體制的場面，當中包括挑戰威權以及逃離束縛的段落，讓主角二人原以為解嚴後能得到自由，但最終發現原來一切都是虛假。柳期望電影通過這些場面反映當時真實社會的氣氛跟壓迫，使觀眾無論有否置身過當時的年代，都可以感受社會氣氛帶來的壓抑。柳亦在電影加入宗教的設定，原因是柳本身也出身於基督教家庭，一直背負著宗教上的「原罪感」。
雖然《刻在你心底的名字》是一部同志純愛電影，但柳不希望外界將其簡單歸類為「同志片」，因為他認為同志的愛情跟異性戀一樣，因此這部電影就像其他青春校園戀情的電影般。由於不少同志電影都具藝術感甚至是距離感，因此柳希望這部電影能讓大眾容易理解。他亦刻意在電影中加入留白的部分，好讓大眾都有空間聯繫自身初戀的經歷，而不是單純將電影的關注點放在同志上。

## 製作

### 籌拍與編劇
曾拍攝《蜂蜜幸運草》與《22個男人》等戲劇作品的編劇兼導演柳廣輝與編劇鄭心媚分別於2014年跟2015年共同創作出《心天堂樂園》跟《野孩子》的劇本。2016年，與柳自高中起相識的監製兼導演瞿友寧提出合作的邀請，認為自己的氧氣電影有限公司可以幫助柳在確保資金跟創作自由下拍出他的劇本。柳從過往創作的劇本中拿出跟鄭共同創作的《心天堂樂園》，然而瞿看過劇本後發現他把自己高中時候的愛情經歷隱晦地寫在劇本，於是提議柳直接把劇本改寫成自己的愛情故事。在確認劇本的修改方向後，二人先把原劇本送往中華民國文化部申請輔導金，並請原編劇鄭沿著修改方向改寫劇本。後來鄭因明確表示有其他工作地方而退出編劇職務，因此瞿便以新台幣15萬元買下原劇本繼續創作。
在鄭退出編劇一職後，瞿先找來另一編劇家吳洛纓改寫劇本，但吳其後表示不熟悉電影男校背景的細節，加上自己也另有工作，因而退出編劇的工作。最後瞿決定跟編劇詹傑跟吳翰杰共同以原創形式創作新劇本，由瞿撰寫故事大綱跟分場大綱後，並由其餘二人創作劇本內容以完成劇本。瞿除了以柳的高中愛情故事作為創作藍本外，亦加入了自己當時跟學妹的愛情經歷，因此故事情節不少均是源自真實發生的事件，而Birdy等出場角色也有真實原型。
由於鄭跟吳曾參與的原劇本最終沒有採用，因此僅列為編劇顧問，而詹跟吳雖未有列為編劇，但瞿為了感謝二人的協助而在後續的獎項報名時加上他們的名字。此外，張哲生和祁家威亦於電影中擔任史料顧問。電影劇本的第一個完稿於2018年初完成，總共花了四個月創作劇本。電影最初曾名為《擁擠的樂園》，其後改成《史詩般的同志電影》，最終於2019年4月開始宣傳期間正式改為《刻在你心底的名字》。
雖然電影獲輔導金跟地方政府補助總共新台幣2,000萬元，但由於海外拍攝等因素令宣發製作成本達至7,000萬元之高，令不少看過企劃案的資方害怕難以回本而拒絕投資。瞿決定自行投資4,000萬元拍攝，佔電影總成本的六成，並說服中環娛樂、百聿數碼跟三皇生物科技等資方投資。雖然電影成本高達7,000萬元，但由於海外的OTT服務跟戲院版權預售的銷情理想，在正式上映前已經獲得佔成本八成的利潤。

### 選角
由於考慮到電影的角色相處相對較為純真的年代，製作方決定採用更具新鮮感的新人擔任主角。導演柳廣輝經介紹後發現曾在網路偶像劇《紅色氣球》裡飾演同志角色的陳昊森，邀請對方試鏡後對他留下深刻印象。而監製瞿友寧特意在試鏡前觀看陳曾參演的《紅色氣球》，但認為他在劇中的表現不算出色，然而在試鏡後跟柳一樣覺得陳是適合的人選，決定將主角張家漢的角色交給他。
在決定張家漢的選角後，柳認為由於飾演這位角色的演員陳昊森有著純粹純真的眼神，因此飾演另一位主角王柏德的演員也必須擁有透徹的眼神。此時瞿經友人介紹發現剛拍畢電影《返校》的新人演員曾敬驊，在網上搜尋照片發現對方外型不俗，遂邀請對方試鏡角色。由於曾跟角色王柏德的個性截然相反，柳跟瞿在試鏡中一度擔心曾能否勝任角色，但看見曾在試演片段的表現後便決定由他飾演角色。
飾演吳若非的邵奕玫由於在試鏡的時候真誠地分享自己的內心故事，感動了自己也感動了別人，因此柳瞿二人決定挑選她演出。飾演歐神父的演員法比歐在收到角色邀約的時候雖然還沒拿到劇本，但認為市場上需要更多這類型的電影帶給年輕人啟發跟影響，因此毅然答應演出。
柳曾邀請私交甚篤的演員金城武演出中年版的張家漢，但對方最終婉拒了邀約。由於年紀相近而又願意飾演同志角色的台灣演員選擇不多，因此決定邀請演員戴立忍演出，成為戴相隔兩年來首部演出的作品。在決定中年版張家漢的選角，瞿希望能夠找一個跟戴立忍相熟、有默契的人飾演中年版王柏德，因此決定邀請曾與戴合作多部電影的導演鍾孟宏演出，但他指朋友間要面對這種事會尷尬害羞而拒絕。其後瞿因為覺得演員王識賢跟曾敬驊的眼神一樣有著神秘的魅力，因而邀請他飾演中年版王柏德，結果對方在酬勞都還沒談定的情況下便一口答應演出。

### 美術設計
《刻在你心底的名字》的美術指導由曾參與《角頭2：王者再起》與《比悲傷更悲傷的故事》等電影的姚國禎擔任，原本沒有確定要接下工作的姚在讀過劇本後便馬上投入角色的情緒，體會到跟以往工作截然不同的感受，於是隨即接受委託並跟製作敲定時間。其後他便跟監製與導演等製作方開會，主要圍繞著劇本、人物情感，以及執行面的取捨，確認彼此對劇本的理解跟場景的想像，然後開始功課、蒐集資料，繼而發展出自己的切入觀點。經過重複討論、規劃、設計、估價、檢查等多個流程後，即使姚在各方面盡量減低成本，但需要的預算仍然比原本獲批的還要超出一倍，但監製瞿友寧得知後決定全盤接受，因此增加了拍攝的成本。

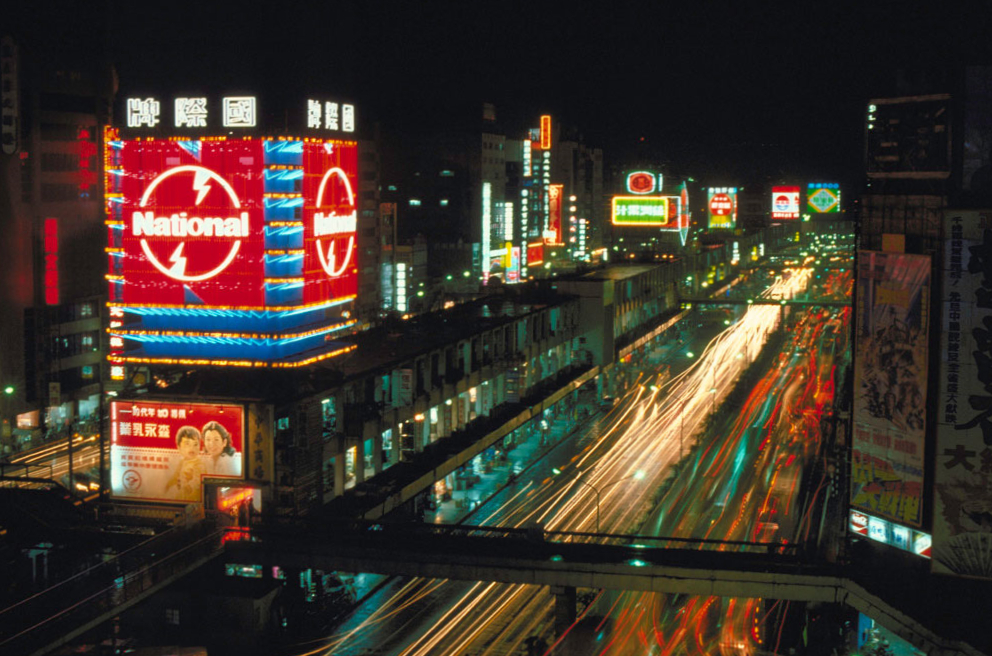
1980年代的中華商場，劇組在萬華區華江整建住宅的一座天橋重現當時的場景

由於作為美術指導的姚出生年份跟電影設定的時代剛好一樣，因此對當時的印象比較模糊，除了將這種模糊感轉化成獨特的氛圍外，也要跟美術組一起做大量資料蒐集。美術組到國家圖書館以及台灣電視公司等不同地方找資料，並翻閱出每十年的台灣大事記，找出與那個年代相關的所有事物，從超過一萬張照片中萃取出合適的素材。姚亦找出當時台灣流行的色表，認為那個時代都使用比較混濁的顏色，並將這些色調加入電影之中，以不同的顏色象徵著不同的事物。雖然決定了電影的色調方向，但在搭景跟道具方面卻因場景太散跟突發狀況太多而遇到困難。當中在關鍵場面出現的中華商場早於1992年便已拆除，劇組決定在臺北市萬華區華江整建住宅裡一座跨越環河南路的天橋上重現當時的場景，並牽涉超過60戶住戶，一直到開拍當天仍然在佈置場景。
除了外景以外，學校宿舍與主角的家等內部場景的細節佈置亦需要設計組跟現場道具組等多個工作人員以手作形式製造出來。當中不少道具亦需要在二手拍賣、家具行等地方尋找，並由監製跟導演等提供出當年曾使用的真實物品，而幕前的演員也參與繪製自己在電影使用的道具，因此台前幕後眾人都參與了美術的部分。

### 主體拍攝
《刻在你心底的名字》的主體拍攝於2019年4月下旬開拍，台灣拍攝部分在同年6月上旬殺青，加拿大拍攝部分在6月下旬殺青，全片拍攝期歷時約兩個月。電影約三成場景於台中市取景，當中包括台中公園湖心亭跟萬代福影城，並得到台中市政府新聞局及台中市影視發展基金會的支援。由於監製瞿友寧跟導演柳廣輝均是台中人，因此電影中多個場景實際上均是復刻自個人的成長記憶。
為了讓飾演兩位主角的陳昊森跟曾敬驊培養出深厚默契，劇組特意讓二人在電影正式開拍前同居近兩個月。期間他們亦被要求每天寫交換日記。導演柳廣輝亦讓他們觀賞《藍色是最溫暖的顏色》與《春光乍洩》等經典同志電影，並分別參考梁朝偉跟張國榮兩位演員的演法。在電影開拍的一個月前，二人甚至被劇組安排到同志酒吧體驗。由於兩位主角完全沒有經歷過電影當時的年代，柳特意分享出一直珍藏的日記本跟情書，讓他們揣摩能夠角色的心境。
為了重現蔣經國逝世後萬人謁陵的場面，劇組早在2019年3月開始跟中華民國國防部申請到台北忠烈祠取景拍攝，然而以「沒有直接對國軍的形象提升」跟「是部分國軍的陵墓」為理由遭拒絕。經過超過兩個月時間的磋商，以及影委會跟文化部的幫忙，國防部最終願意以改變拍攝角度而借出忠烈祠取景，但只能讓劇組在大門前拍攝，並不開放忠烈祠內部，而拍攝當天則動用了超過1,000名臨時演員拍攝。

一些拍攝場地圖片
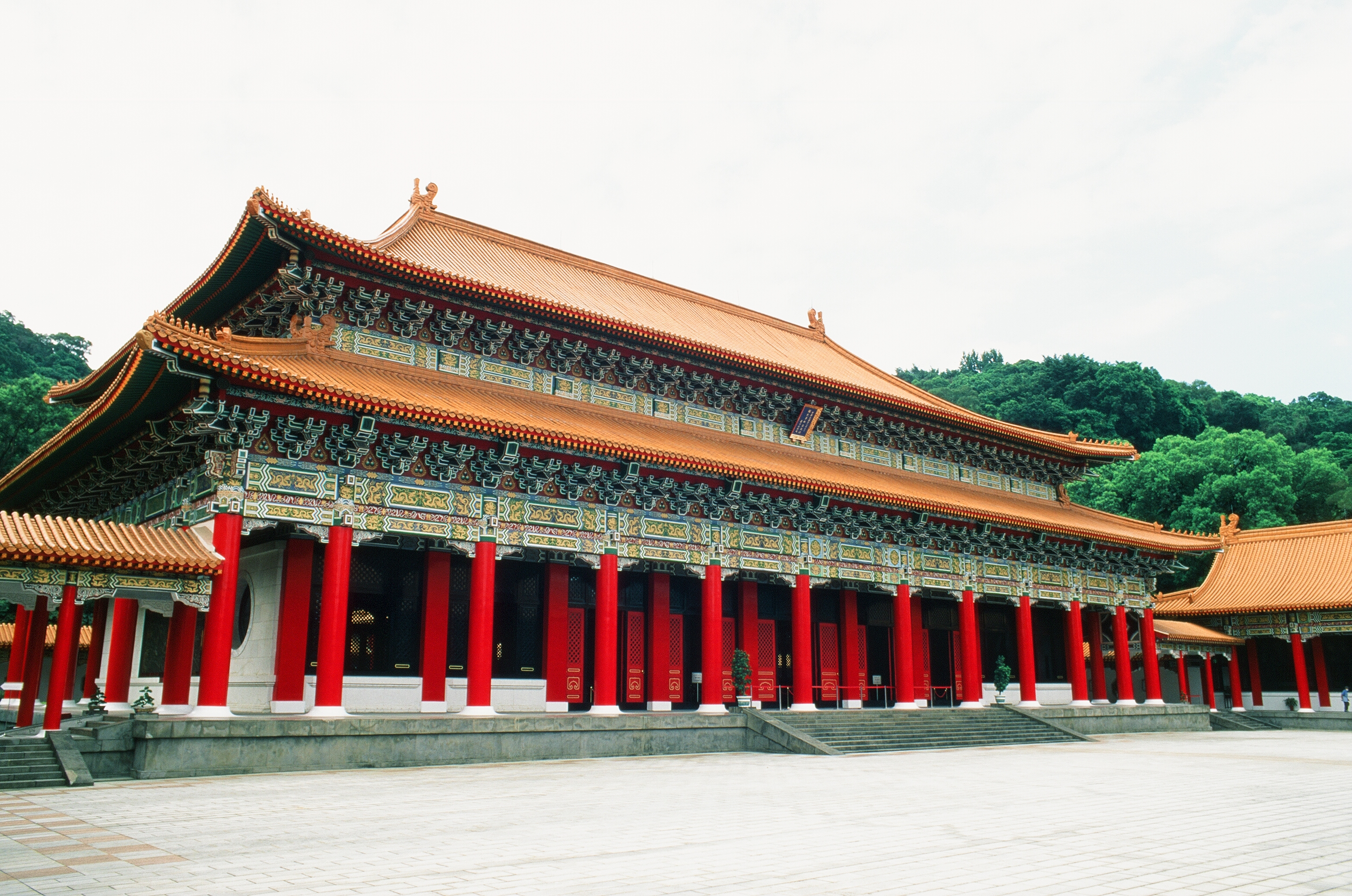
台北忠烈祠
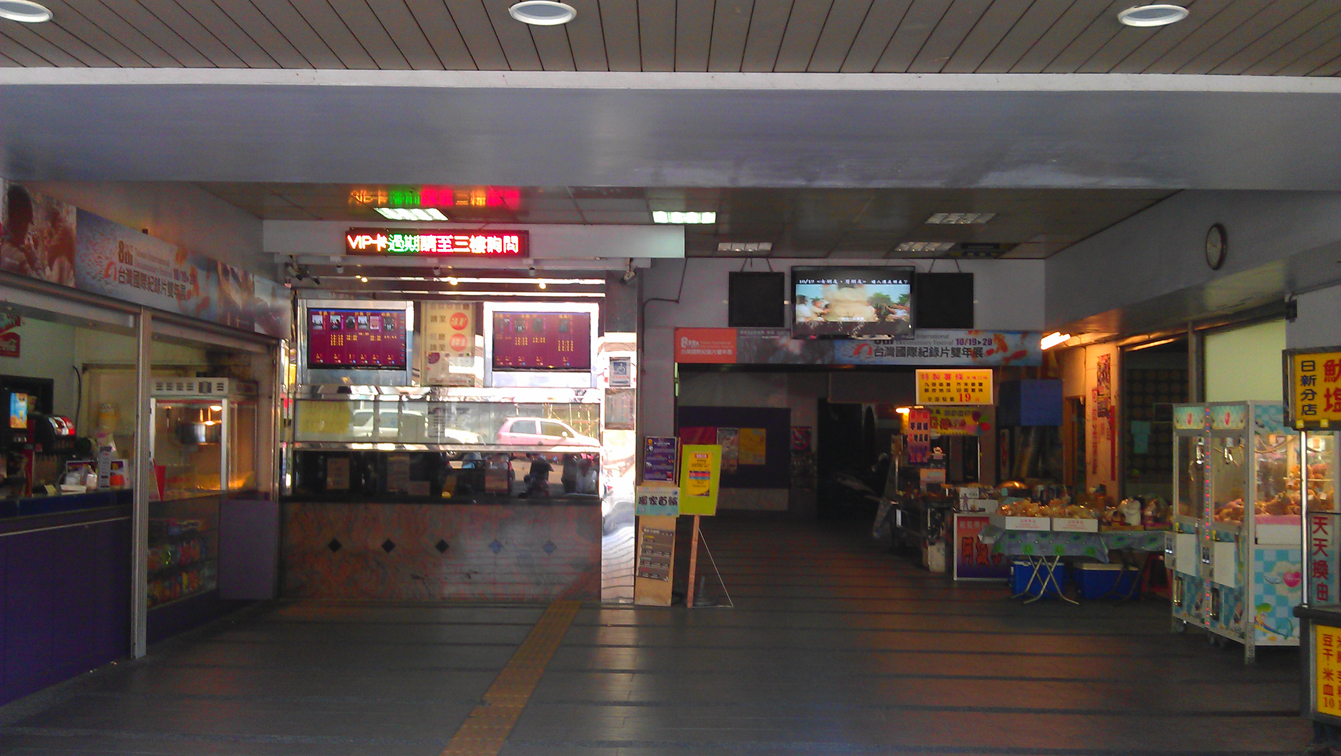
萬代福影城
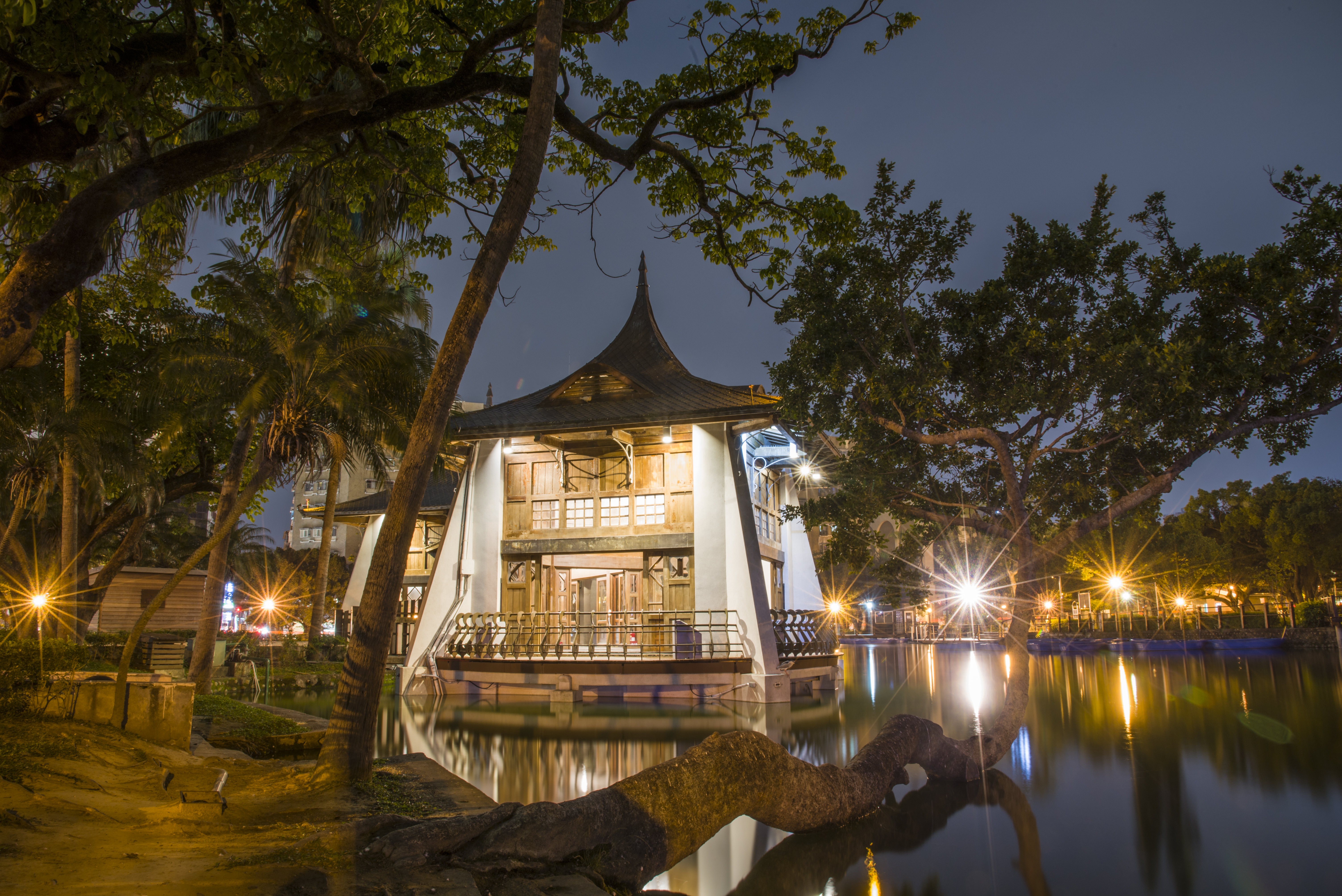
台中公園湖心亭
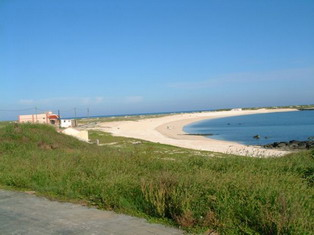
澎湖吉貝嶼
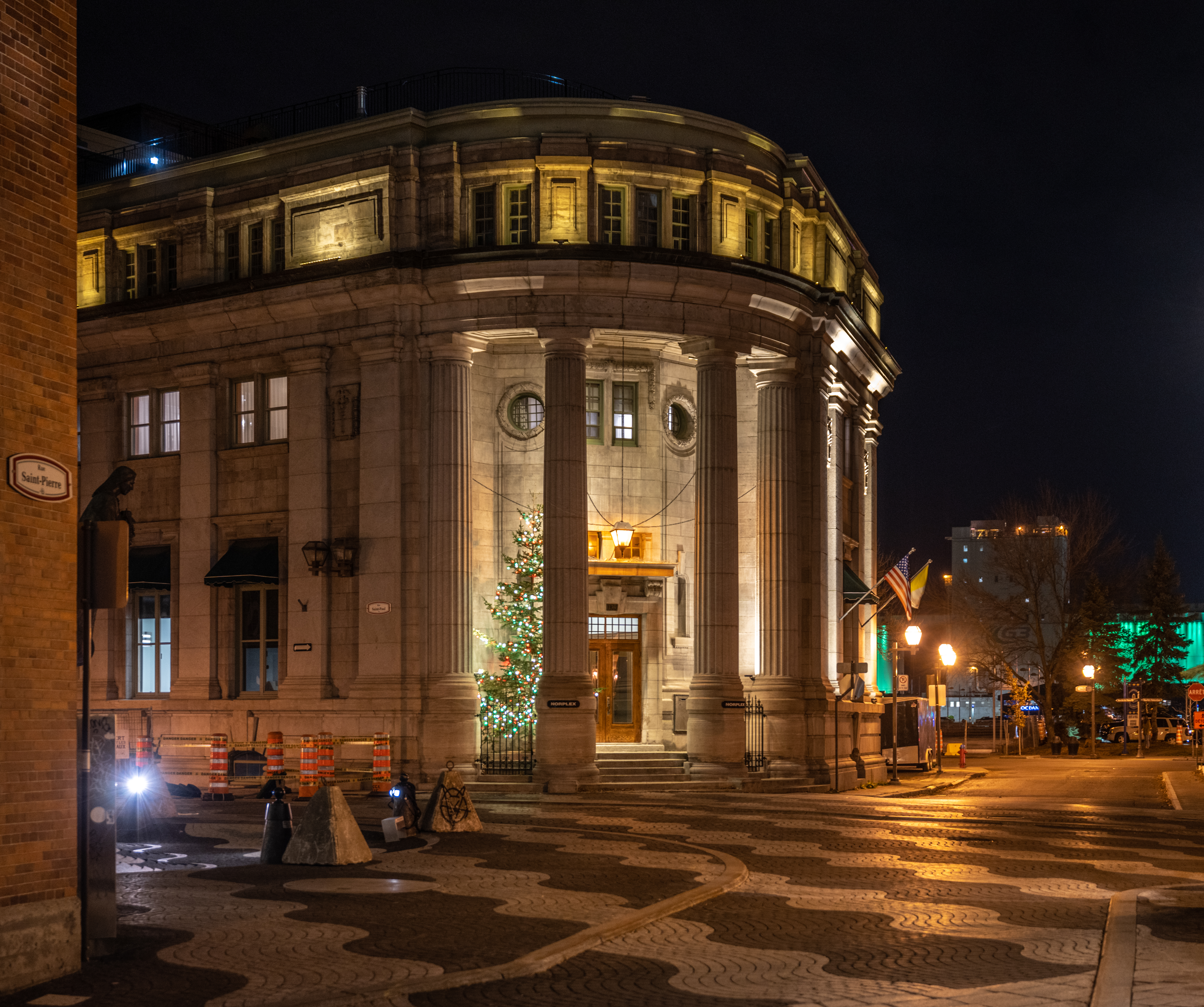
魁北克老城
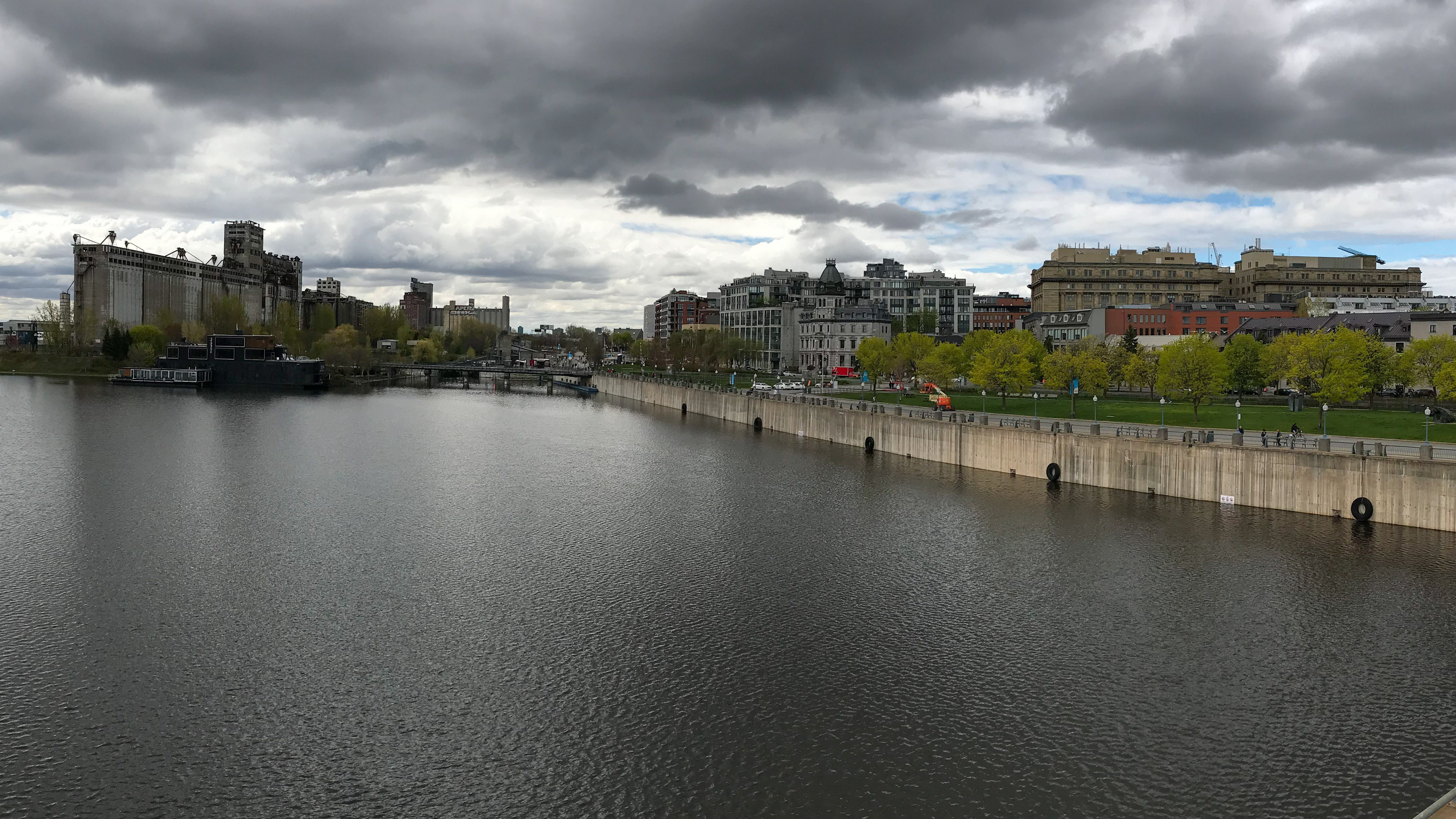
蒙特婁
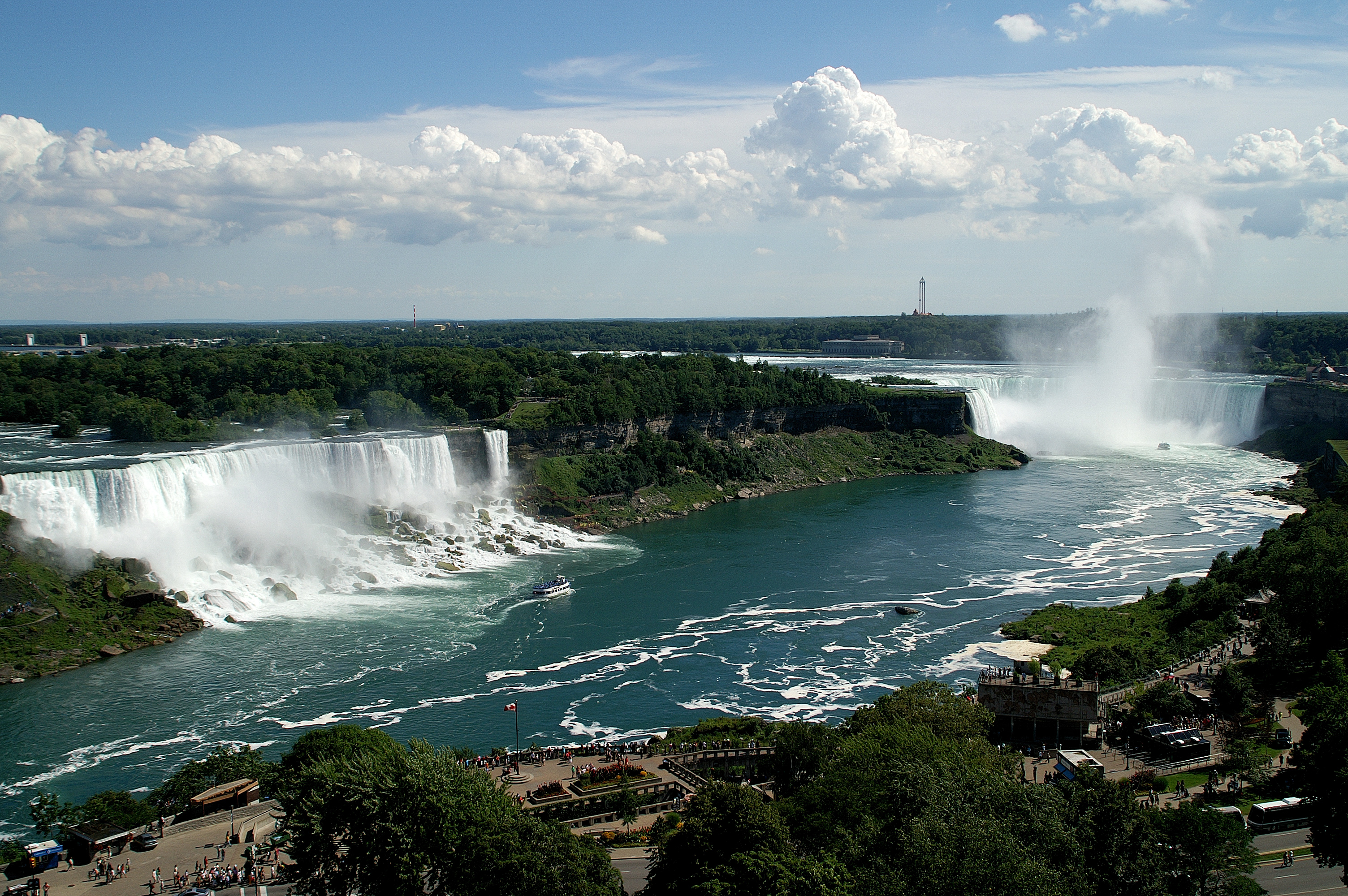
尼加拉大瀑布

電影的海邊戲於澎湖吉貝嶼的一塊無人沙洲取景，並需要趕在海水漲退潮的有限時間內完成拍攝。飾演主角的陳昊森跟曾敬驊均需要全裸上陣，因此在場只有男性工作人員進行拍攝。雖然二人已經做好保護措施，但因為膠帶在拍攝期間不停掉下，最終只能放棄保護藉由鏡頭角度確保拍攝沒有露點。而為了連戲在拍攝時所吃的餅乾，實際上是泡滿海水的餅乾。
電影原訂僅在台灣拍攝，但監製其後因為想讓劇本的格局更大兼更具國際觀，而決定出國到加拿大取景拍攝。劇組從加拿大東南方拍到東北方，交通與勘景的時間加起來共花了13天，而實際拍攝時間則花了5天。監製在出發前再修改劇本結局，加入更多情節，最終整項行程讓電影的成本增加新台幣約1,000萬元。劇組於當地魁北克跟尼加拉大瀑布等地方取景拍攝，最後一天在蒙特婁一直拍攝到清晨，捕捉到日出的鏡頭後正式殺青。
跟其他電影不同，《刻在你心底的名字》在拍攝前半回憶部分時主要運用特寫鏡頭，藉此展現出兩名主角礙於當時的社會氛圍，以及不確定自身情感與性向的情況下，因而總是倍感壓迫的感受。電影亦以模糊方式處理大部分遠景，並藉著近景的道具與服裝等部分，展現出故事主要的時空背景。而當電影到了尾聲的現代場景時，則以畫面更加寬闊的方式拍攝。電影的攝影師姚宏易最初非常抗拒以大量特寫的方式拍攝，認為這樣處理比較像電視劇的拍攝方式，並試圖說服導演跟監製嘗試在某些場景放開鏡頭拍攝，但在監製的堅持下最終順從他們大量特寫的拍攝方式。

### 後期製作
《刻在你心底的名字》後期製作的工作在完成拍攝後於2019年7月隨即展開，剪接師為曾剪輯《海角七號》與《KANO》等電影的蘇珮儀，而導演柳廣輝也有參與。電影原先以主角張家漢的視角為主而剪輯，但在剪輯後發現比例不平衡，因此決定把另一主角王柏德的視角補進來，讓首次剪輯版本的時長達兩個半小時之長。由於時長關係，原本打算把張家漢媽媽的支線刪掉，但其後柳認為這部分非常重要而必須保留，而原本關於中年吳若非家庭關係的支線則大幅刪減，讓她的戲份減至僅與中年張家漢互動的部分。部分刪減的素材被用在主題曲刻在我心底的名字的音樂錄影帶畫面、以驚喜禮物形式在電影官方Facebook專頁公開，以及收錄在電影DVD跟藍光的商品中。
在原劇本跟原著小說出現的榮哥與其相關部分被全數刪減，原因為跟電影的純愛主題不配合。雖然在監製兼編劇的瞿友寧要求下拍攝了相關情節，但由於柳從一開始便認為這些情節具爭議性而不希望加入，最終決定把所有場次剪掉。當中飾演年輕時期榮哥的演員林哲熹跟初中時期張家漢的演員范睿修未有出現在演出名單，僅在片尾列為監製特別感謝的對象。
電影最終分為在2020年台北電影節首播的北影版以及在各大戲院公映的院線版兩個版本。北影版在剪輯上更強調衝突的部分，原因為當初打算把電影送往海外參展，認為這樣剪輯更迎合評審的口味。院線版的剪輯則更加大眾化，使電影能夠套用在所有族群上。兩版本在剪輯上各有不同，包括在院線版增加張家漢媽媽凝視兩位主角同床共枕的情節，以及北影版出現張家漢爸爸在主角奪門而出後詢問「咖啊是甚麼？」等情節。

## 音樂

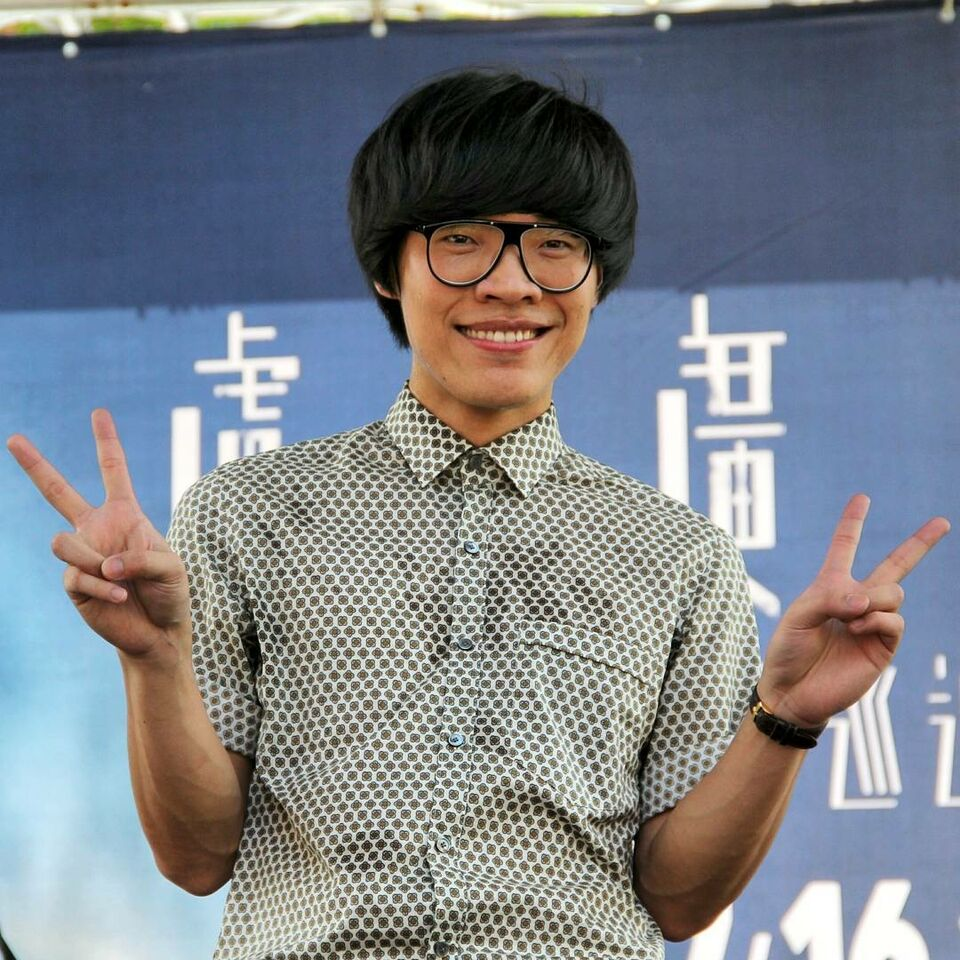
歌手盧廣仲演唱電影的主題曲

在《刻在你心底的名字》中，瞿友寧與柳廣輝選擇邀請知名音樂製作人侯志堅擔任電影的音樂總監，此前瞿跟侯亦曾在電影《花甲大人轉男孩》上合作，而眾人的共識則是要創作出精準之外更獨特的東西。侯志堅原本打算以自己的直覺為電影創作配樂，但當他看過毛片後便打消念頭，覺得必須要將兩位主角「呼喊過、爭取過、感覺到無力」的這些事情展現在自己的旋律動機上，因此演奏樂器的樂手人選非常重要。他邀請了大提琴手陳主惠與小號手魏廣皓演奏電影的配樂，以大提琴跟小號兩種樂器分別代表電影兩位主角阿漢跟Birdy之間的對話。
電影的主題曲刻在我心底的名字由創作歌手盧廣仲獻唱，為盧繼魚仔跟幾分之幾後第三度獻唱瞿友寧的影視主題曲，鮮有演唱非親自創作歌曲的盧在聽過歌曲的樣本後便答應錄製的邀約。有別於電影《刻在你心底的名字》用的「你」字，其主題曲刻在我心底的名字在歌名部分刻意將「你」字換成「我」字，而這是《刻在你心底的名字》劇組的巧思，因為他們認為刻在我心底的名字是每個人可以獻給最愛的歌。電影的主角陳昊森亦重新演譯歌曲發行，並同樣作為歌曲的主唱歌手。電影的宣傳曲HELLO由歌手龔言脩獻唱，龔於錄音室前後花了總共15小時錄製歌曲，以唱出歌曲中要表達的遺憾又糾結的情緒。除了新歌以外，電影亦特意選用30年前的台灣流行歌曲，包括陳昇的擁擠的樂園，以及蔡藍欽被喻為「同志經典情歌」的這個世界。
《刻在你心底的名字》的電影配樂原聲帶於2020年9月30日於數碼平台上架，收錄由侯志堅、陳主惠、魏廣皓三人製作的15首純音樂。原聲帶的實體版本在同年12月10日正式發行，並追加收錄4首口白曲目以及歌曲Danny Boy的兩個版本。原聲帶發行後打進五大唱片、佳佳唱片、博客來等台灣多個唱片排行週榜單前20位。

## 發行
《刻在你心底的名字》於2020年2月20日率先在歐洲電影市場展舉辦小型試片，其後於3月14日及15日於大阪亞洲電影節以全球首映的名義限定播映。電影亦原訂作為於2020年4月舉行的金馬奇幻影展開幕電影播映，但在嚴重特殊傳染性肺炎疫情的衝擊下，臺北金馬影展執行委員會於同年3月宣佈取消該屆金馬奇幻影展的所有影展活動及電影放映。原本訂於2020年6月19日起全台公映的電影其後亦因為疫情進一步肆虐，監製瞿友寧認為觀眾到戲院觀賞電影的意欲不高而決定延期。
2020年7月5日，電影在台北電影節進行台灣地區首映，此版本（北影版）跟其後正式上映的院線版剪輯有所不同。9月4日至9月13日，電影官方舉行了總共六場名為「星空趴」的電影特映會，以派對形式讓觀眾在正式上映前搶先觀賞電影。電影亦於9月5日作為2020年台灣國際酷兒影展的開幕片在新光影城放映。9月25日至27日，電影先行以口碑場的形式於限定院線上映，並於9月30日起正式在全台電影院公映，以配合公眾連假與金馬獎公布入圍名單等有利宣傳的活動。由於影迷的熱烈要求，電影的北影版其後在2020年12月4日起在台灣部分電影限定上映。
《刻在你心底的名字》其後在同年10月22日跟10月27日於香港國際電影節，以及11月21日於香港同志影展限定上映合共四場場次。2020年12月23日，電影在串流平台Netflix全球獨家上線，成為海外地區觀眾除了於電影節及影展以外唯一的觀賞渠道。

### 市場營銷
《刻在你心底的名字》是台灣史上市場營銷費用花費最多的本土同志電影，並選擇曾為《我們與惡的距離》、《花甲男孩轉大人》與《想見你》等大熱劇集策劃營銷的結果娛樂合作。在電影上映前，製作方於2019年設立了電影的專屬Facebook與Instagram頁面，並於2020年設立了電影的專屬YouTube頻道。而電影的國際版Facebook跟Twitter頁面亦在2020年同時設立。電影的初版海報於2019年11月20日釋出，而超前導預告則在2020年2月4日公開。
早在電影公映的前一年開始，營銷人員便加入腐女與同志等不同網站，調查各個社群的喜好以及關心的重點，並留言跟他們增加交流。其後工作人員便安排兩位主角到攝影棚拍攝各種照片，並上傳至電影的社交平台上，觀察各界的反應。除了運用網絡宣傳外，製作方也跟出版社合作，在電影公映前率先發行寫真書跟小說，為電影預熱兼推動兩位主角的人氣。
從距離電影正式公映的前100天開始，電影的YouTube頻道開始公開名為「刻座大來賓」的宣傳影片，請來林依晨、柯佳嬿、許光漢、吳慷仁、陳柏霖等知名演員分享觀後感，透過名人推薦加深大眾對電影的印象。盧廣仲演唱的電影主題曲刻在我心底的名字在電影公映前一個月發行，其後引起台灣樂壇的翻唱熱潮，蔡依林、田馥甄、五月天、李友廷與魏如萱等知名歌手均曾公開演唱，進一步擴大電影的接觸層面。
《刻在你心底的名字》上映前後，電影的台前幕後成員均登上多個媒體節目宣傳，包括同志YouTuber影片、電視節目、電台節目。電影製作方亦在上映前後舉行星空趴、校園講座分享、歡唱會、影人QA活動、同拍會、簽書會等大量團體活動，以拉近台前幕後成員跟粉絲之間的距離。

### 家用媒體
2021年7月15日，得利影視開始於Instagram暗示關於《刻在你心底的名字》的消息，其後於7月30日透露有關商品將於12月底實體發行。得利影視於翌日正式公開《刻在你心底的名字》的DVD跟藍光影碟發行資訊，並表示這是台灣本土電影史上製作期最長的DVD與藍光影碟。產品的雙碟珍藏版在10月15日起開放預購，其後在12月24日正式發行。產品兩版本皆收錄電影的正式公映版、北影版、未曝光影片等各種片段，並限量附送圖冊集與海報等贈品。電影的普通版DVD與藍光影碟均於2022年3月11日同樣以雙碟形式發行，收錄內容與珍藏版大致相同，但採用不同的包裝以及未有附送限量贈品。

## 反響

### 票房
在台灣，《刻在你心底的名字》在正式上映日成為當日的票房冠軍，終結《TENET天能》於當地長達34天的票房冠軍紀錄。連同前一週口碑場的票房收入計算，電影在上畫首日已錄得近新台幣1,200萬元票房，創下2020年台灣本土電影的最高首日票房紀錄。電影於上映首週錄得超過3,300萬元的票房，打破早前《可不可以，你也剛好喜歡我》的2,000萬元首週票房成績，創下2020年台灣本土電影的最高首週票房紀錄。
電影於上映次週以超過2,300萬元收入蟬聯票房冠軍，兩週累計票房收入突破5,300萬元。電影於上映第三週繼續高踞票房冠軍，三週累計票房收入突破7,000萬元，打破電影《誰先愛上他的》創下的6,637萬元票房成績，成為台灣同志題材本土電影的最高票房紀錄。電影上映四週後票房收入突破8,000萬元，取代《可不可以，你也剛好喜歡我》成為當時2020年年度最高票房收入的本土電影。
2020年11月2日，電影官方宣佈累計票房收入已突破8,800萬元，超越電影《斷背山》於當地創下的8,800萬元票房成績，成為台灣歷來最高票房收入的同志題材電影。11月27日，電影《孤味》率先成為該年首部突破1億元票房的本土電影，而《刻在你心底的名字》於當週計算結束後則錄得超過9,700萬元累計票房收入。12月7日，受電影北影版的限定上映帶動，《刻在你心底的名字》的台灣票房收入正式突破1億元，成為全年第二部錄得超過1億元票房收入的本土電影。電影於2020年全年錄得約1.03億元票房收入，成為台灣全年第八高票房收入的電影，亦是僅次於《孤味》全年第二高票房收入的本土電影。
2021年4月，《刻在你心底的名字》在台灣的最終累計票房收入達到新台幣103,428,310元。

### 評價
《刻在你心底的名字》於爛番茄收集的8篇專業影評文章中，「新鮮度」為88%，而觀眾評價則獲得91%的高分。《電影國度》的羅渣·摩亞給予電影兩顆半星（滿分四顆），讚賞它是「讓人永遠無法忘記的感傷初戀出櫃故事」，並指作品的時代設定提醒大家「現在被認為性思想進步跟高寬容度的亞洲文化領域之一」並不是一向如此。《紐約時報》的西奧·布格比形容電影為「感人而純粹的愛情故事」，並讚賞導演在作品中的耐心讓演員間發展出更可信的化學反應，指電影本可靠著俊俏的演員與秘密的台北之旅作為賣點，但導演為他們美麗的思念賦予質感。
《決定者》的約翰·塞爾巴讚賞導演是個強大的視覺電影製作人，並敏銳地探索宗教與性之間的聯繫，但認為他過份聚焦在兩位主角內心真實的痛苦，這有時會讓電影顯得較為空洞。《小說機器》的格蘭特·沃森給予電影10分滿分評價，認為這是近年來最成功的同志電影之一，並讚賞導演清晰而生動地捕捉到年輕愛情的感覺，以及兩位主角表現到出色而真實的親密感。《聖荷西信使報》的蘭迪‧邁爾斯給予電影三星評價（滿分四星），並讚賞這是一個「有著誠摯的表演與感性的拍攝技巧的親密故事」。《同志城市新聞》的蓋瑞·M·克萊默認為電影能夠引起所有曾在青春期對身邊摯友情不自禁的觀眾共鳴，並讚賞導演巧妙地捕捉到了兩個青少年之間發展出的兄弟情誼，但認為電影最大的缺點是剪輯不夠順暢。
《灣區記者》的布萊恩·布隆伯格讚賞電影出色地描繪出性吸引上的拉扯，並指導演從細微的感官接觸中精湛地展現出被壓抑的激情，但認為電影的政治元素未有跟作品成功連繫。《粉紅鏡片》的班·特納給予電影3分（滿分5分）的評價，讚賞這是一部「擁有時而有趣的劇本、出色的表演和巧妙的電影嗅覺」的紮實電影，但認為它跟近年那些泰國電影一樣只反映出表面的愛情。《聖達菲記者》的萊利·加德納給予電影7分（滿分10分）的評價，讚賞攝影師於作品的表現最為出彩，並認為電影的部分情節有著近年國際作品中最好的時刻。
《Yahoo奇摩》的張哲鳴讚賞電影出色的選角，包括兩位主角在作品的精湛演出，但認為電影音樂顯得泛濫甚至干擾觀賞。《鳴人堂》的吳思恩讚賞電影寫實表現出同性戀者所選擇的人生道路，而不像近年一些影視作品般嘩眾取寵，但認為時代背景的設定未能與主線人物的情感完整貼合。《娛樂星聞》的廖福生認為電影即使套用了一般青春愛情電影的製作公式，但不同的是它細膩而完整地刻畫出人物的生命狀態以及總體氛圍的動蕩不安。《釀電影》的黃彥瑄認為電影不只描繪私人化的情感，同時亦包含著對時代的感慨，並指它跟其他將同志歷史跟國族鑲嵌一起的電影讓同志電影不再被邊緣成為台灣電影史中的「他者」。

### 榮譽
《刻在你心底的名字》獲美國《時代雜誌》讚賞「勢必成為LGBTQ電影的新經典」。在第57屆金馬獎，電影獲得一共獲得最佳男配角（戴立忍）、最佳新演員（陳昊森）、最佳攝影（姚宏易）、最佳原創電影音樂（侯志堅、黃雨勳）最佳原創電影歌曲（刻在我心底的名字）五項提名，最終獲得最佳攝影與最佳原創電影歌曲兩項獎項。
在2020年臺北電影獎，電影分別獲得最佳男配角（戴立忍）跟最佳新演員（陳昊森）的提名，並在會外賽台灣電影行銷獎上獲得最佳電影行銷獎、最佳海報獎跟最佳預告片獎提名，最終贏得最佳電影行銷獎一獎。《刻在你心底的名字》亦在獲得多個國際獎項與提名，包括在中國大陸的青年電影手冊年度盛典上獲得八個提名，最終獲得年度LGBT影片一獎。
電影亦在日本的大阪亞洲電影節上贏得藥師珍珠獎（戴立忍）、在巴西的聖保羅國際電影節新導演競賽上獲得最佳虛構電影提名（柳廣輝），以及在香港YAHOO!搜尋人氣大獎上贏得人氣台灣電影歌曲（刻在我心底的名字）。電影的主題曲刻在我心底的名字亦在台灣的Hito流行音樂獎贏得hito年度十大華語歌曲跟hito電影主題曲，並在新加坡的Freshmusic Awards贏得年度十大單曲，以及在新加坡的薰衣草音樂獎贏得年度歌曲獎、最佳電影主題曲、最受歡迎歌曲獎以及最佳作曲人獎共四項大獎。

## 版權爭議
2021年8月29日，匿名網友在批踢踢上發文指控電影劇本本身就是抄襲，表示瞿永寧在拿到電影的前身完整劇本《在天堂的路上》後，便趕緊要原編劇鄭心媚簽署授權趕送輔導金。但輔導金到手後，瞿便以劇本需要修改和經費不夠等各種原因拖延鄭，在成品出來後甚至把鄭在編劇名字上抹掉。鄭其後接受《三立新聞網》訪問表示網友在批踢踢上說的大部分為真實，並指自己難過得都沒去看這部電影，但強調瞿沒有和自己鬧翻，而他所做的也不算是抄襲。面對抄襲指控，瞿在8月30日於個人Facebook專頁上以2,800字長文還原創作過程，澄清前身劇本的一個字都沒有用上，因此不能在編劇加上鄭的名字，並已經就網友的指控委請律師處理。鄭亦在同日於個人Facebook專頁撰文，表示雖然自己只被列為編劇顧問而感到傷心，但現在已經放下事情，只是想要藉這次機會替新進的創作者發聲。而柳廣輝亦在同日在個人Facebook專頁撰文，表示電影的確不是源自鄭的劇本《在天堂的路上》，而是由寫下自己真實經歷的手稿改編而成，但願意就鄭對於被列為顧問感到不悅致歉。《ETtoday星光雲》於9月2日獨家披露的手稿也證明電影的最原始版本確實由柳創作，而非由鄭獨自創作而成。
之後瞿永寧被檢舉、告發涉嫌詐領文化部補助金。台北地檢署調查後認為，瞿友寧因自身列名編劇，將原編劇姓名鄭心媚，變更為自己，即便他為撇清自身抄襲，或撇清編劇姓名換人質疑，在臉書聲明誇大陳述，但不能因他臉書上誇大言論，檢方認定他涉及詐欺罪嫌不足，最後瞿友寧以不起訴處分。
在台北地檢署調查時，瞿友寧改口稱，《在天堂的路上》與《刻在你心底的名字》是同一部影片，坦承將原編劇「鄭心媚」改為自己，檢方另傳喚鄭心媚、柳廣輝作證，2人也證稱2部片是同1個故事框架，表達的內容和精神也都相同。檢方認為，瞿友寧可能擔心自行更換編劇名字被批評，為撇清抄襲才會說沒有用上鄭心媚的劇本，但2部劇本確實是同1部，可見瞿男在臉書的聲明過度陳述，但無法依此認定他有詐騙電影補助金，因此予以不起訴。
雖以不起訴處分結案，但檢方認定《刻在你心底的名字》、《在天堂的路上》2部電影劇本，屬於同樣的故事框架，對此，瞿友寧出席記者會回應：「我在這行30年，做人處事的風格大家都清楚，很多事情就讓他過去吧！我們有更重要的事情，希望大家都快樂。」鄭心媚則轉發判決結果新聞，並引用內容後表示：「很多事情不能就這樣算了，應該可以要求正名吧。」。

## 外部連結
- 豆瓣电影上《刻在你心底的名字》的資料 （简体中文）
- 開眼電影網上《刻在你心底的名字》的資料（繁體中文）
- 互联网电影数据库（IMDb）上《刻在你心底的名字》的资料（英文）
- 台灣電影網上《刻在你心底的名字》的資料（繁體中文）